# Rèquiem (Saint-Saëns)
El Rèquiem, op. 54, per a solistes, cor, orgue i orquestra, de Camille Saint-Saëns fou compost el 1878.

## Origen i context
Durant molts anys, Saint-Saëns es guanyà la vida com a organista de l'església de la Madeleine, a París. Ell no era un home religiós, i de fet va parlar de la seva "repugnància cerimonial religiosa". A finals de maig, Saint-Saëns de retorn d'una gira de concerts es va trobar que Albert Libon, director general de correus de París, amic admirador i ric de Saint-Saëns i al qual ja havia dedicat diverses obres, havia mort i que li havia deixat 100.000 francs. El testament, datat diversos anys abans, deia que el llegat estava destinat a "alliberar" Saint-Saëns del seu nomenament a la Madeleine. Libon havia inclòs també la condició que Saint-Saëns havia de compondre un rèquiem que s'estrenaria en l'aniversari de la seva mort. Encara que Libon havia suprimit finalment aquesta condició, Saint-Saëns es va sentir en deute i en gratitud i li va compondre el Rèquiem l'abril de 1878 en vuit setmanes a Berna. El text és, com la majoria de Rèquiems en llatí.

## Representacions
Saint-Saëns va dirigir l'estrena del seu Rèquiem el matí del 22 de maig de 1878 a l'església de Saint-Sulpice, l'endemà passat de l'aniversari de la mort Libon, amb Charles-Marie Widor com a organista i els solistes vocals de l'Òpera de París. Sis dies abans, Andreu, el fill gran de dos anys i mig de Saint-Saëns, s'havia mort quan va caure de la finestra. L'estrena no va ser anunciada ni comentada per la premsa del moment.

## Moviments
L'obra consta de vuit moviments:
1. Kyrie
2. Dies Irae
3. Rex Tremendae
4. Oro Supplex
5. Hostias (Offertoire)
6. Sanctus
7. Benedictus
8. Agnus Dei